# بريان فوغارتي
بريان فوغارتي هو لاعب هوكي جليد كندي، ولد في 11 يونيو 1969 في مونتريال في كندا، وتوفي في 6 مارس 2002 في ميرتل بيتش في الولايات المتحدة بسبب مرض.

## وصلات خارجية
- بريان فوغارتي على موقع دوري الهوكي الوطني (الإنجليزية)
- بريان فوغارتي على موقع EliteProspects.com (الإنجليزية)
- بريان فوغارتي على موقع HockeyDB.com (الإنجليزية)
- بريان فوغارتي على موقع Hockey-Reference.com (الإنجليزية)